# Manarola
Manarola (IPA: /manaˈrɔla/, Manaròlla, Manaèa in ligure spezzino, Manaöa nella parlata locale) è una frazione del comune di Riomaggiore in provincia della Spezia. Antico borgo della Riviera di Levante, costituisce una delle Cinque Terre.

## Geografia fisica
Così come le altre Cinque Terre, è stretta tra il Mar Ligure e la ripida catena montuosa che si distacca dall'Appennino ligure presso il monte Zatta e scende in direzione sud-est facendo da spartiacque tra la val di Vara e la zona costiera. Il borgo sorge nel tratto terminale della valle del torrente Groppo. 
Le abitazioni variopinte, costituite dalle tipiche case torri genovesi, si affacciano una ridosso all'altra sulla via principale, detta via Discovolo, ricavata dalla copertura del corso d'acqua. Il paese poi si inerpica sul costone roccioso che si protende sul mare, determinando un intreccio di stretti carrugi, che corrono paralleli su più livelli intermedi collegati tra loro da irregolari scalinate in ardesia.
A nord-ovest di Manarola sono situati altri tre borghi delle Cinque Terre: Monterosso al Mare, Corniglia e Vernazza, mentre a sud-est è Riomaggiore. Fra i cinque borghi Manarola è quello più piccolo dopo Corniglia.

## Storia
Il nome deriva, forse, dal latino Manium arula, che significa "piccolo tempio dedicato ai Mani", ma questa etimologia rimane ancora molto incerta.
Manarola ebbe origine dalle migrazioni congiunte di popolazioni che dalla val di Vara e dall'insediamento romano di Volastra si sono mosse verso il mare, quando il pericolo delle razzie musulmane fu drasticamente ridotto dall'energica reazione della flotta repubblicana genovese.
Come tutti i centri costieri liguri, anche Manarola fu esposta alle frequenti incursioni di pirati, prima saracene e poi turche. In particolare si ricorda l'aggressione del luglio 1545 di una flottiglia di galee del corsaro ottomano Dragut; l'attacco fu felicemente respinto dagli abitanti grazie anche all'aiuto della vicina Riomaggiore.

## Monumenti e luoghi d'interesse

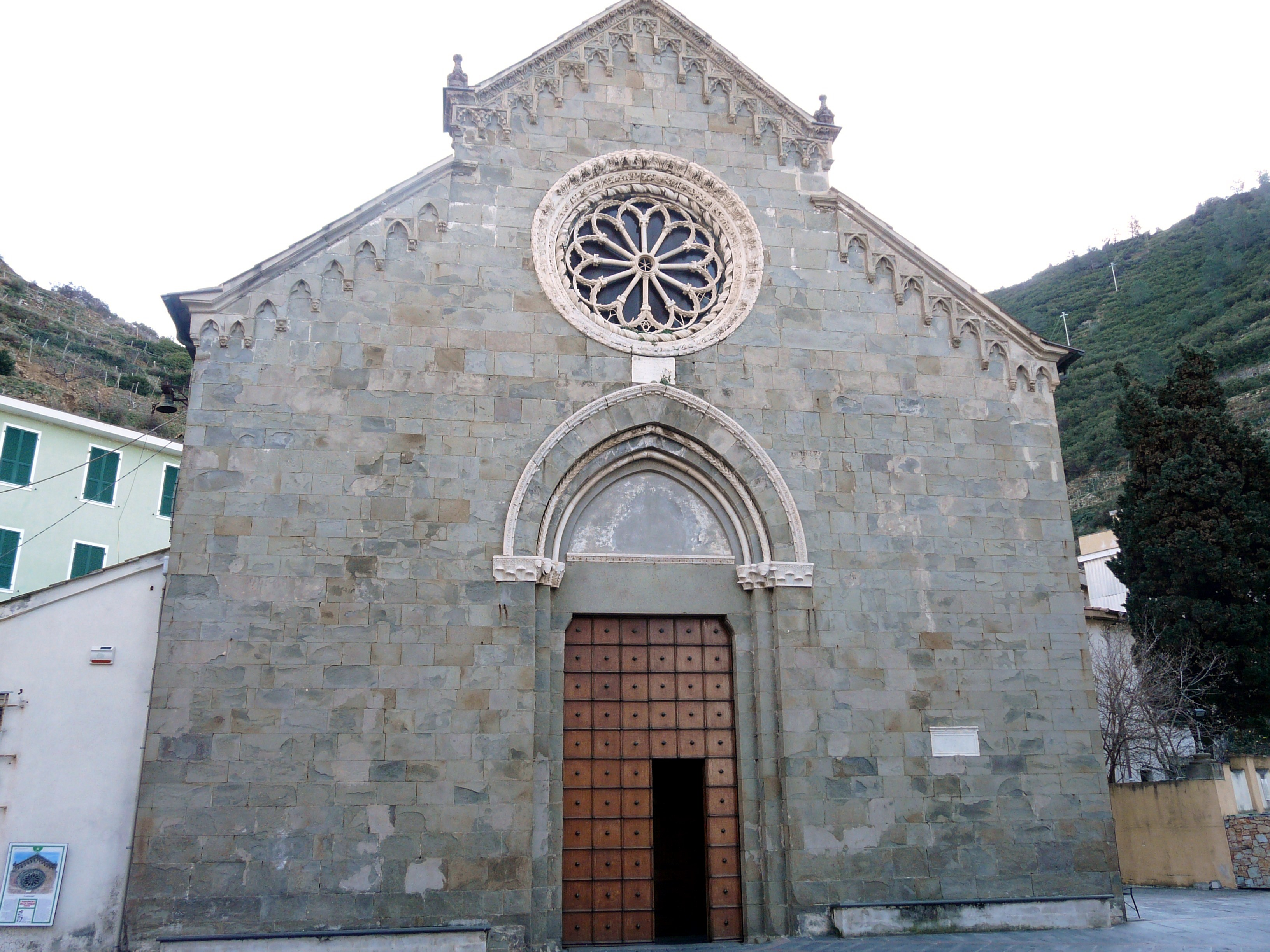
La chiesa parrocchiale di San Lorenzo o della Natività di Maria Vergine

### Architetture religiose
A monte dell'abitato si incontra la piazza principale, attorno alla quale sorgono l'oratorio dei Disciplinanti, la torre campanaria e la parrocchiale di San Lorenzo, in stile gotico genovese, che risale al 1338. La facciata della chiesa, in arenaria locale, è caratterizzata da un pregevole rosone in marmo di Carrara del 1375.

### Architetture militari

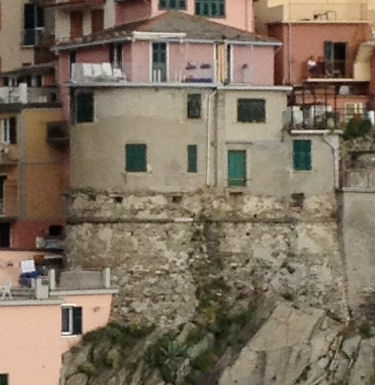
Resti del castello

Il castello costituiva il baluardo difensivo del borgo di Manarola contro le incursioni dei predoni saraceni e turchi ed intorno ad esso crebbe naturalmente il nucleo centrale del paese. Nel corso dei secoli l'edificio ha perso la sua importanza difensiva ed è divenuto abitazione privata, ma è tuttora ben riconoscibile per la sua struttura arrotondata in pietra; la porta di accesso è in via del Baluardo.

### Altro
In posizione privilegiata per ammirare la struttura del borgo è Punta Bonfiglio, sulla quale si snoda un camminamento aperto nel 1968, che collega la Marina con lo scalo di Palaedo. Sulla sommità di Punta Bonfiglio si trova il piccolo cimitero del paese. Sulla facciata sono scritti i versi finali della poesia Liguria di Vincenzo Cardarelli:
Una rosea tristezza vi colora

quando di sera, simile ad un fiore

che marcisce, la grande luce

si va sfacendo e muore.»
Molto suggestivo è l'ultimo tratto di via Belvedere che costituisce un vero e proprio balcone a picco sul mare e termina in una panoramica piazzetta dedicata ad Eugenio Montale. Sulla targa in suo onore sono riportati i primi versi della poesia Riviere:
bastano pochi stocchi d'erbaspada

penduli da un ciglione

sul delirio del mare.»
Manarola si è dotata di un piccolo paranco, particolarmente funzionale per calare in acqua ed issare le barche, le quali vengono ordinatamente disposte lungo via Birolli, la strada principale in prossimità della Marina.
Se la piazza della chiesa venne ricoperta già nel 1863, sino al 1950 il torrente che attraversa il borgo era completamente scoperto. Al posto della via principale oggi esistente, undici ponticelli in pietra permettevano il transito da una parte all'altra del paese. Dal 1950 al 1970, ad iniziare dalla Marina, il torrente fu progressivamente ricoperto in molti tratti, l'ultimo dei quali (dalla curva del torrente alla piazza della chiesa) negli anni 1977-1978.

## Cultura

### Manifestazioni

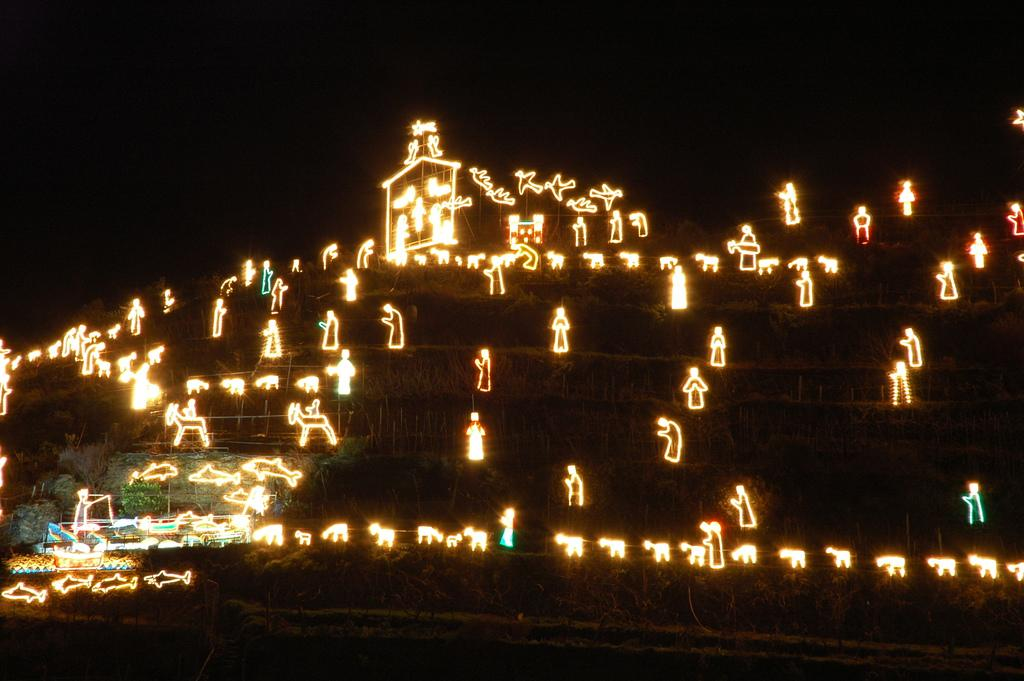
Il presepe di Manarola

Dal 1961, nel periodo natalizio, sulla collina che domina il borgo viene allestito un suggestivo presepe luminoso, il più grande al mondo. I personaggi, realizzati artigianalmente dal ferroviere in pensione Mario Andreoli (deceduto il 22 dicembre 2022 all'età di 94 anni), sono costituiti da migliaia e migliaia di luci montate su apposite sagome che conferiscono alla rappresentazione un fascino unico (per esempio, per i due ladroni crocifissi il maestro giunse ad utilizzare 15.000 lampadine). Le statue sono fatte con materiali di riciclo: vecchie tapparelle, contenitori di plastica e di legno, tondini di ferro. Per illuminare la prima croce è stata usata la batteria di un'auto..
Oltre al presepe, nel periodo di Pasqua Andreoli realizzava sulla stessa collina una Via Crucis luminosa. Invece per la festa di san Lorenzo è illuminata una rappresentazione del santo con la famosa graticola.

### Feste, fiere e sagre
Il 10 agosto si tiene ogni anno la festa di san Lorenzo, patrono di Manarola. La sera viene svolta una processione per le vie del paese, culminante nel trasferimento della portantina con la statua del santo su una barca, che parte dall'approdo di Palaedo e fa ritorno alla Marina. Da qui riprende la processione che, salendo sino a Serravalle, si conclude alla chiesa di San Lorenzo.

## Economia
,

## Infrastrutture e trasporti

### Strade

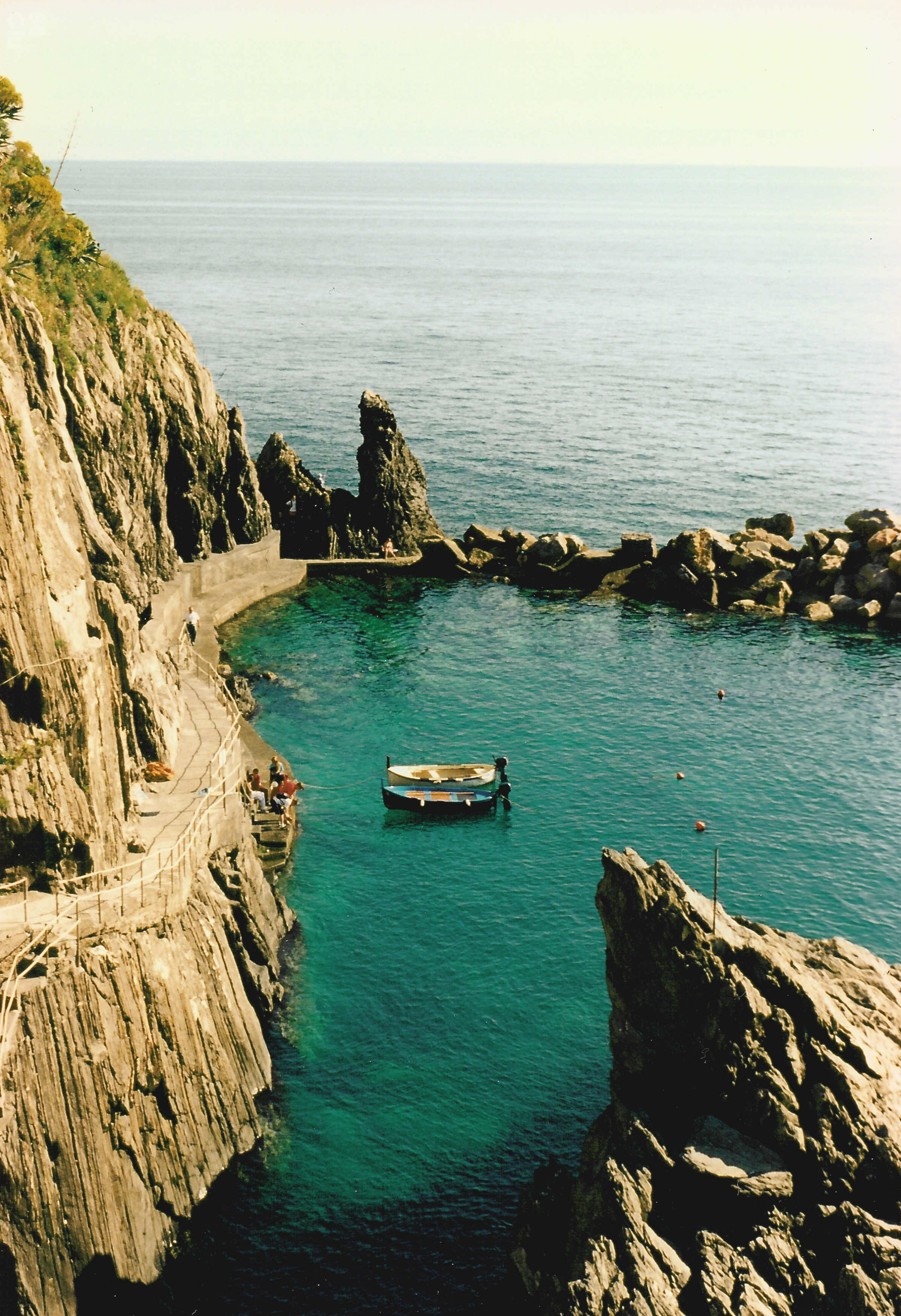
L'approdo di Manarola

Per raggiungere Manarola si esce al casello di La Spezia - Santo Stefano di Magra sull'autostrada A12 o sull'A15. Attraversata la città della Spezia, bisogna immettersi sulla strada statale 370 Litoranea delle Cinque Terre. Dopo circa venti minuti, attraversata la terza galleria, la strada svolta improvvisamente a destra e scende verso l'abitato di Manarola. Si noti che nell'ultimo tratto di strada verso il paese, oltre la sbarra, il parcheggio è riservato ai soli residenti. Esiste inoltre un parcheggio a pagamento.
È attivo un servizio di bus elettrici gestito dal Parco nazionale delle Cinque Terre i quali fanno la spola dal centro abitato di Manarola alla sbarra di delimitazione del tratto riservato al parcheggio dei residenti. Bus elettrici garantiscono inoltre il collegamento con Groppo e Volastra.

### Ferrovie
Manarola è dotata di una fermata ferroviaria sulla linea Genova-Pisa; una seconda fermata è a Riomaggiore.

### Linee marittime
Nella stagione turistica un servizio di battelli di linea collega Manarola con gli altri borghi delle Cinque Terre, ad eccezione di Corniglia che non dispone di approdo. Dalle Cinque Terre partono inoltre battelli per Portovenere, a sua volta collegata con la Spezia e Lerici.

### Sentieri

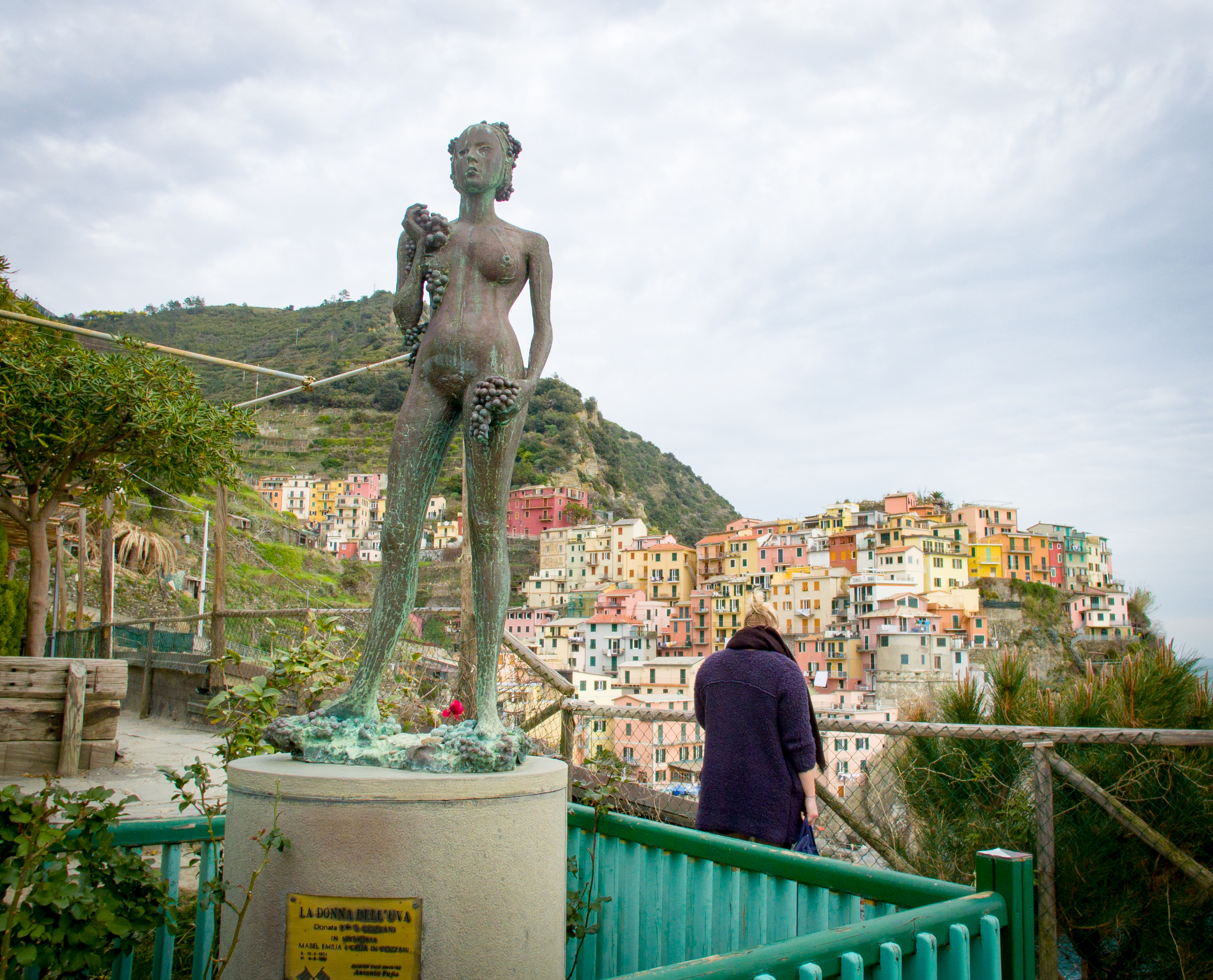
Antonio Pujia
La donna dell'uva
Manarola, Punta Bonfiglio

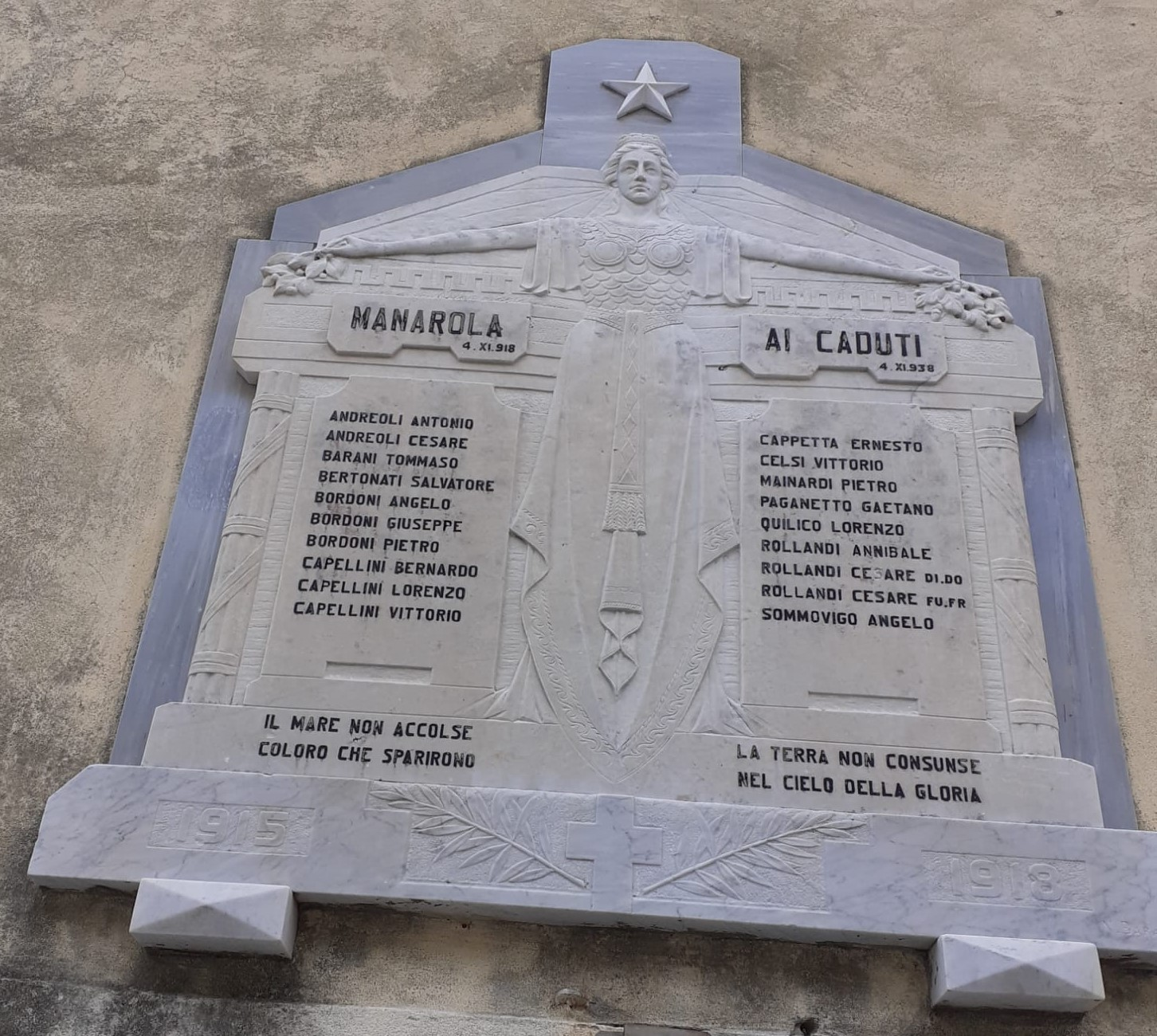
Lapide in memoria dei caduti

Manarola è raggiungibile attraverso due sentieri principali, entrambi segnalati dalla sezione spezzina del CAI.
Il primo è il sentiero di crinale numero 1, conosciuto come Alta Via delle Cinque Terre. Questa antica mulattiera corre lungo lo spartiacque che separa la costa delle Cinque Terre dalla val di Vara e costituisce una diramazione secondaria della Alta Via dei Monti Liguri, alla quale si connette presso il monte Zatta. Per raggiungere il borgo dal sentiero di crinale, è necessario imboccare uno dei sentieri trasversali: sentiero 6 presso monte Marvede, sentiero 6/a presso monte Capri o sentiero 02 presso monte Galera.
Il secondo percorso principale è costituito dal sentiero costiero numero 2, parte di un più ampio itinerario che attraversa l'intera Riviera ligure. Noto come Sentiero azzurro, il percorso attraversa tutte le Cinque Terre da Monterosso al Mare a Riomaggiore, assumendo nel tratto tra quest'ultima località e Manarola la celebre denominazione di Via dell'Amore. Questa infrastruttura, che conferisce notorietà a Manarola quanto il vino tipico Sciachetrà, è stato scavato nella roccia a picco sul mare tra il 1926 ed il 1928 come via di servizio durante i lavori di costruzione della ferrovia. Chiusa a lungo negli anni novanta, la passeggiata è stata riaperta dopo lavori di restauro e richiusa nuovamente nel 2012 a seguito di una frana. A differenza di quello di crinale, questo sentiero è soggetto al pagamento di un biglietto d'ingresso imposto dal Parco nazionale delle Cinque Terre.